# Szychmino
Szychmino (ros. Шихмино) – wieś w Rosji, w rejonie mieżdurieczeńskim obwodu wołogodzkiego. W 2010 r. liczyła 1 mieszkańca.